# Andrzej Franaszek
Andrzej Franaszek (ur. 28 kwietnia 1971 w Krakowie) – polski literaturoznawca, krytyk literacki, pisarz, członek redakcji „Tygodnika Powszechnego”, współpracownik Programu Drugiego Polskiego Radia oraz TVP Kultura, sekretarz Międzynarodowej Nagrody Literackiej im. Zbigniewa Herberta.

## Życiorys
Absolwent polonistyki na Uniwersytecie Jagiellońskim, doktor nauk humanistycznych (rozprawa pt. Kategorie negatywne w literaturze polskiej po roku 1989. Rekonesans, 2011). Jest adiunktem w Instytucie Filologii Polskiej  Uniwersytetu Pedagogicznego im. KEN w Krakowie. Członek jury Nagrody Nike w latach 2004–2005, uczestnik programów literackich w TVP Kultura („Czytelnia”, „Czytanie to awantura”, „Sztuka czytania”) oraz w Programie Drugim Polskiego Radia („Życie na miarę literatury”, „Dwukropek”), pracownik Fundacji im. Zbigniewa Herberta i sekretarz Nagrody jego imienia, członek PEN-Clubu, autor scenariuszy filmów dokumentalnych.
Zajmuje się przede wszystkim twórczością współczesnych poetów polskich, m.in.: Zbigniewa Herberta (Ciemne źródło, Londyn: „Puls”, 1998, wznowienie 2008; antologia Poznawanie Herberta, 1998–2000) oraz Czesława Miłosza (Traktat moralny; Traktat poetycki, Kraków: Wydawnictwo Literackie, 1996; przedmowa w: Lekcja Literatury z Czesławem Miłoszem, Aleksandrem Fiutem i Andrzejem Franaszkiem; Miłosz. Biografia, Kraków: Wydawnictwo Znak, 2011). Mieszka w Krakowie.

## Opublikowane książki
- Ciemne źródło. O twórczości Zbigniewa Herberta, Puls, Londyn 1998; wydanie drugie: Wydawnictwo Znak, Kraków 2008 ISBN 978-83-240-0998-5;
- Poeci czytają Herberta (autor opracowania), Wydawnictwo a5, Kraków 2009, ISBN 978-83-612-9813-7;
- Przepustka z piekła. 44 szkice o literaturze i przygodach duszy, Wydawnictwo Znak, Kraków 2010, ISBN 978-83-240-1398-2;
- Miłosz. Biografia, Wydawnictwo Znak, Kraków 2011, ISBN 978-83-240-1614-3; wydanie drugie: Wydawnictwo Znak, Kraków 2024, ISBN 978-83-240-6886-9;
- Herbert. Biografia (dwa tomy: Niepokój i Pan Cogito), Wydawnictwo Znak, Kraków 2018, ISBN 978-83-240-5376-6, ISBN 978-83-240-6886-9;
- Gwiazda Piołun. Opowieści o poezji, podróżowaniu i przyjaźni, Wydawnictwo Znak, Kraków 2022, ISBN 978-83-240-6425-0.

## Wybrane scenariusze filmów dokumentalnych
- Zwyczajna dobroć. O Jerzym Turowiczu (1998), reż. Maria Zmarz-Koczanowicz
- Czarodziejska góra. Amerykański portret Czesława Miłosza (2000), reż. Maria Zmarz-Koczanowicz
- Pokolenie ‘89 (2002), reż. Maria Zmarz-Koczanowicz
- Profesor. O Leszku Kołakowskim (2005), reż. Maria Zmarz-Koczanowicz
- Miłosz (2013)

## Nagrody
- 1999 – Nominacja do Nagrody Literackiej Nike za książkę Ciemne źródło[5]
- 2011 – Nagroda Krakowska Książka Miesiąca za Miłosz. Biografia (Wydawnictwo Znak, Kraków 2011)
- 2011 – Nagroda Fundacji im. Kościelskich[1]
- 2012 – Finał Nagrody Literackiej Nike oraz Nagroda Nike Czytelników „Gazety Wyborczej” za książkę Miłosz. Biografia[6]
- 2013 – Nagroda im. Kazimierza Wyki[7]
- 2013 – Nagroda Ministra Kultury i Dziedzictwa Narodowego za książkę Miłosz. Biografia
- 2019 – Nagroda Miasta Krakowa[8]